# 安朵涅特·佩里
安朵涅特·佩里（Antoinette Perry；1888年6月27日—1946年6月28日），美国女演員、導演，美國百老匯東尼獎的紀念人，也是美国剧翼的創辦人。全名是瑪莉·安朵涅特·佩里。
安朵涅特在美國科羅拉多州丹佛市出生，她的童年在同是演員的阿姨與舅舅照料下渡過，因此培養了高度的戲劇表演喜好。安朵涅在1909年，21歲嫁給Frank W. Frueauff之後，息影了一陣子，1924年Frank W. Frueauff過世，安朵涅特又回到舞台，並在1928年嘗試執導，以舞台劇Harvey成名。
二戰期間，安朵涅特成立了美國劇翼，並經營戲劇之門勞軍俱樂部（Stage Door Canteens）。1946年她過世之後，美國劇翼依她的小名「Tony」（東妮），成立了東妮獎，又稱東尼獎。本獎在1947年第一次頒發獎項。

## 外部連結
- 安朵涅特·佩里在互联网电影资料库（IMDb）上的資料（英文）
- Perry Biography at Tony Awards
- 在Find a Grave上的安朵涅特·佩里
- Antoinette Perry's biography, American Theatre Wing website; accessed June 9, 2014.
- Antoinette Perry profile, Encyclopædia Britannica
- Colorado Women's Hall of Fame 的存檔，存档日期2018-02-16.